# Povești cu Mac-Mac
Povești cu Mac-Mac (în engleză DuckTales) este un serial animat american de televiziune produs de Walt Disney Television Animation și distribuit de Buena Vista Television. Serialul a avut premiera pe 18 septembrie 1987 și s-a derulat pe parcursul a patru sezoane, totalizând 100 de episoade, iar episodul final a fost difuzat pe 28 noiembrie 1990. Inspirat de seria de benzi desenate Uncle Scrooge și de alte benzi desenate ale universului Duck create de Carl Barks, serialul de televiziune prezintă aventurile lui Scrooge McDuck, a celor trei nepoți Huey, Dewey și Louie și a prietenilor apropiați ai grupului, dintre care majoritatea implică căutarea unei comori sau înlăturarea eforturilor ticăloșilor care încearcă să fure averea lui Scrooge sau Banul Numărul Unu.
În România, serialul a fost difuzat pe Prima TV în 2011 dublat în română, după care a fost difuzat și pe Disney Junior.
Serialul a primit o franciză de mărfuri, inclusiv jocuri video și cărți de benzi desenate, împreună cu un film animat de teatru spin-off intitulat Povestirile rățoiului: Comoara lămpii pierdute, care a fost lansat în teatrele din Statele Unite pe 3 august 1990. Seria este remarcabilă pentru că a fost primul desen animat Disney care va fi produs pentru sindicarea săptămânii, succesul său creând calea pentru viitoarele desene animate Disney, cum ar fi Chip 'n Dale: Rescue Rangers și TaleSpin. Spectacolul popular al emisiunii a fost scris de Mark Mueller. În plus, Launchpad McQuack s-a întors apoi să apară într-o altă serie animată de Disney, devenind un personaj principal în Darkwing Duck.
În februarie 2015, Disney XD a anunțat un reboot al serialului, cu intenția de a reporni seria, care a avut premierea pe 12 august 2017.

## Reboot
Disney XD a anunțat că intenționează să repornească seria originală. Noul reboot a avut premiera pe 11 august 2017.
În mai 2015, Terry McGovern (vocea inițială a lui Launchpad McQuack) a declarat pe Facebook că întreaga voce va fi înlocuită, declarând că a simțit "inimă" la știri.

## Episoade

### Sezonul 1
| n.° | Titlu original                                      | Titlu român                                         |
| --- | --------------------------------------------------- | --------------------------------------------------- |
| 1   | Don't Give Up the Ship                              | Nu părăsiți nava                                    |
| 2   | Wronguay In Ronguay                                 | Pierduți spre Ronguay                               |
| 3   | 3 Ducks of the Condor                               | Condorul cu 3 rățoi                                 |
| 4   | Cold Duck                                           | Rața rece                                           |
| 5   | Too Much of a Gold Thing                            | Aur până peste cap                                  |
| 6   | Send in the Clones                                  | Trimiteți clonele                                   |
| 7   | Sphinx for the Memories                             | Sfinxul de demult                                   |
| 8   | Where No Duck Has Gone Before                       | Unde N-A Ajuns Nici Un Rațoi                        |
| 9   | Armstrong                                           | Armstrong                                           |
| 10  | Robot Robbers                                       | Roboți tâlhari                                      |
| 11  | Magica's Shadow War                                 | Războiul umbrelor lui Magica                        |
| 12  | Master of the Djinni                                | Maestrul duhului                                    |
| 13  | Hotel Strangeduck                                   | Hotelul Strangeduck                                 |
| 14  | Lost Crown of Genghis Khan                          | Coroana pierdută a lui Gingis Han                   |
| 15  | Duckman of Aquatraz                                 | Duckman de Aquatraz                                 |
| 16  | The Money Vanishes                                  | Banii dispar                                        |
| 17  | Sir Gyro de Gearloose                               | Sir Gyro de Gearloose                               |
| 18  | Dinosaur Ducks                                      | Rățoi dinozauri                                     |
| 19  | Hero for Hire                                       | Erou de închiriat                                   |
| 20  | Superdoo!                                           | Doofus SuperMac                                     |
| 21  | Maid of the Myth                                    | Fecioara din legendă                                |
| 22  | Down & Out in Duckburg                              | Sărac lipit în Macburg                              |
| 23  | Much Ado About Scrooge                              | Mult de a face cu Scrooge                           |
| 24  | Top Duck                                            | Cel mai mare rățoi                                  |
| 25  | Pearl of Wisdom                                     | Perla înțelepciunii                                 |
| 26  | The Curse of Castle McDuck                          | Blestemul Castelului McDuck                         |
| 27  | Launchpad's Civil War                               | Războiul civil a lui Launchpad                      |
| 28  | Sweet Duck of Youth                                 | Dulcele rățoi al tinereții                          |
| 29  | Earth Quack                                         | Mac cutremur                                        |
| 30  | Home Sweet Homer                                    | Casă, dulce casă!                                   |
| 31  | Bermuda Triangle Tangle                             | Încâlceala din Triunghiul Bermudelor                |
| 32  | Micro Ducks from Outer Space                        | Micro Rățoi Extratereștri                           |
| 33  | Back to the Klondike                                |                                                     |
| 34  | Horse Scents                                        | Miros de cal                                        |
| 35  | Scrooge's Pet                                       | Animalul de casă a lui Scrooge                      |
| 36  | A Drain on the Economy                              | O scurgere în economie                              |
| 37  | A Whale of a Bad Time                               | O balenă de timp prost                              |
| 38  | Aqua Ducks                                          | Rațe de apă                                         |
| 39  | Working for Scales                                  | Cumpăna averilor                                    |
| 40  | Merit-Time Adventure                                | O aventură pe merit                                 |
| 41  | The Golden Fleecing                                 | Lâna de aur                                         |
| 42  | Ducks of the West                                   | Rățoii vestului                                     |
| 43  | Time Teasers                                        | Schimbătorul de timp                                |
| 44  | Back Out in the Outback                             | Din nou în sălbăticie                               |
| 45  | Raiders of the Lost Harp                            | Cursa pentru lira pierdută                          |
| 46  | The Right Duck                                      | Rățoiul potrivit                                    |
| 47  | Scroogerello                                        | Scroogerello                                        |
| 48  | Double-O-Duck                                       | 0-0-Rățoi                                           |
| 49  | Luck o' the Ducks                                   | Norocul rațelor                                     |
| 50  | Duckworth's Revolt                                  | Duckworth se revoltă                                |
| 51  | Magica's Magic Mirror / Take Me Out of the Ballgame | Oglinda Magică a Vrăjitoarei Magica / Du-mă la meci |
| 52  | Duck to the Future                                  | Rățoii din viitor                                   |
| 53  | Jungle Duck                                         | Rățoiul din junglă                                  |
| 54  | Launchpad's First Crash                             | Prima prăbușire a lui Launchpad                     |
| 55  | Dime Enough for Luck                                | Și un bănuț aduce noroc                             |
| 56  | Duck in the Iron Mask                               | Rățoiul cu mască de fier                            |
| 57  | The Uncrashable Hindentanic                         | Indestructibilul Hindentanic                        |
| 58  | The Status Seekers                                  | Căutatorii Statutului                               |
| 59  | Nothing to Fear                                     | Nimic să se teamă                                   |
| 60  | Dr. Jekyll & Mr. McDuck                             | Dr. Jekyll și Dl. McDuck                            |
| 61  | Once Upon a Dime                                    | A fost odată un bănuț                               |
| 62  | Spies in Their Eyes                                 | Spioni în ochii lor                                 |
| 63  | All Ducks on Deck                                   | Toate rațele pe punte                               |
| 64  | Ducky Horror Picture Show                           | Spectacolul de groază                               |
| 65  | Till Nephews Do Us Part                             | Până când nepoții ne vor despărții                  |

### Sezonul 2
| n.° | Titlu original                   | Titlu român           |
| --- | -------------------------------- | --------------------- |
| 66  | Marking Time                     | Marcând timpul        |
| 67  | The Duck Who Would Be King       | Rața care va fi rege  |
| 68  | Bubba Trubba                     | Asta-i buba           |
| 69  | Ducks on the Lam                 | Rațe pe fugă          |
| 70  | Ali Buba's Cave                  | Peștera lui Ali Buba  |
| 71  | Liquid Assets                    | Lichidități           |
| 72  | Frozen Assets                    | Lichidități înghețate |
| 73  | Full Metal Duck                  | Rățoiul de metal      |
| 74  | The Billionaire Beagle Boys Club | Clubul miliardarilor  |
| 75  | Money to Burn                    | Cum se topesc banii   |

### Sezonul 3
| n.° | Titlu original                     | Titlu român                   |
| --- | ---------------------------------- | ----------------------------- |
| 76  | The Land of Trala La               |                               |
| 77  | Allowance Day                      | Ziua de alocație              |
| 78  | Bubbeo & Juliet                    | Bubbeo și Julia               |
| 79  | The Good Muddahs                   | Delincvențe inimoase          |
| 80  | My Mother the Psychic              |                               |
| 81  | Metal Attraction                   | Atracție metalică             |
| 82  | Dough Ray Me                       | Clopote și bani               |
| 83  | Bubba's Big Brainstorm             | Bubba cel deștept             |
| 84  | The Big Flub                       | Marea nereușită               |
| 85  | A Case of Mistaken Secret Identity | O falsă identitate secretă    |
| 86  | Blue Collar Scrooge                | Scrooge muncitor              |
| 87  | Beaglemania                        | Beaglemania                   |
| 88  | Yuppy Ducks                        | Rățoii Afaceriști             |
| 89  | The Bride Wore Stripes             | Mireasa purta zeghe           |
| 90  | The Unbreakable Bin                | Indestructibilul coș de gunoi |
| 91  | Attack of the Fifty-Foot Webby     | Webby este la înălțime        |
| 92  | The Masked Mallard                 | Rățoiul mascat                |
| 93  | A DuckTales Valentine              |                               |

### Povestirile rățoiului: Comoara lămpii pierduteSezonul 4
| n.° | Titlu original              | Titlu român                   |
| --- | --------------------------- | ----------------------------- |
| 94  | Ducky Mountain High         | Muntele rățoilor              |
| 95  | Attack of the Metal Mites   |                               |
| 96  | The Duck Who Knew Too Much  | Rățoiul care știa prea multe  |
| 97  | New Gizmo-Kids on the Block |                               |
| 98  | Scrooge's Last Adventure    | Ultima aventură a lui Scrooge |
| 99  | The Golden Goose (Part 1    | Gâsca de aur (Partea 1)       |
| 100 | The Golden Goose (Part 2)   | Gâsca de aur (Partea 2)       |